# Jean Claude Nicolas Forestier
Jean Claude Nicolas Forestier (Èx-los-Bens, Savoia, 9 de gener de 1861 - París, 26 d'octubre de 1930) va ser un arquitecte paisatgista francès que ha realitzat una gran part de la seva carrera al servei de la ciutat de París al començament del segle xx deixeble de Georges Eugène Haussmann i d'Adolphe Alphand. Podria haver estat considerat com un urbanista si aquesta noció hagués existit a la seva època.

## Biografia
- 1880-1882: estudis a l'Escola politècnica després a l'Escola lliure de les ciències polítiques.
- 1883-1885: formació a l'Escola forestal de Nancy.
- 1885-1887: començament de carrera com a guarda general als serveis de les Aigües i Boscos d'Argelèrs, Annecy i Sallanches.
- 1887: Forestier integra el servei autònom dels passeigs i plantació de la ciutat de París que no deixarà més que a la seva jubilació 40 anys més tard.
- 1908: publicació de «Grans ciutats i sistema de parcs».
- 1911: cofundador de la Societat Francesa d'Arquitectes i Urbanistes.
- 1911-1929: projecte del parc Maria Luisa a Sevilla i les seves extensions.
- 1913: avantprojectes per a disposicions urbanes a les grans ciutats marroquines.
- 1923: concepció d'un sistemes de parcs per a París.
- 1923-1930: projectes per a grans ciutats hispanoamericanes : Buenos Aires, l'Havana
- 1926: oficial de la Legió d'honor a París i comanador del Mèrit civil a Espanya
- 1929: Gran Premi a l'Exposició Internacional de Barcelona.

## Teories de JCN Forestier
| «                                                               | Sóc un verdader home de les ciutats. M'agraden l'aire lliure i els jardins. | » |

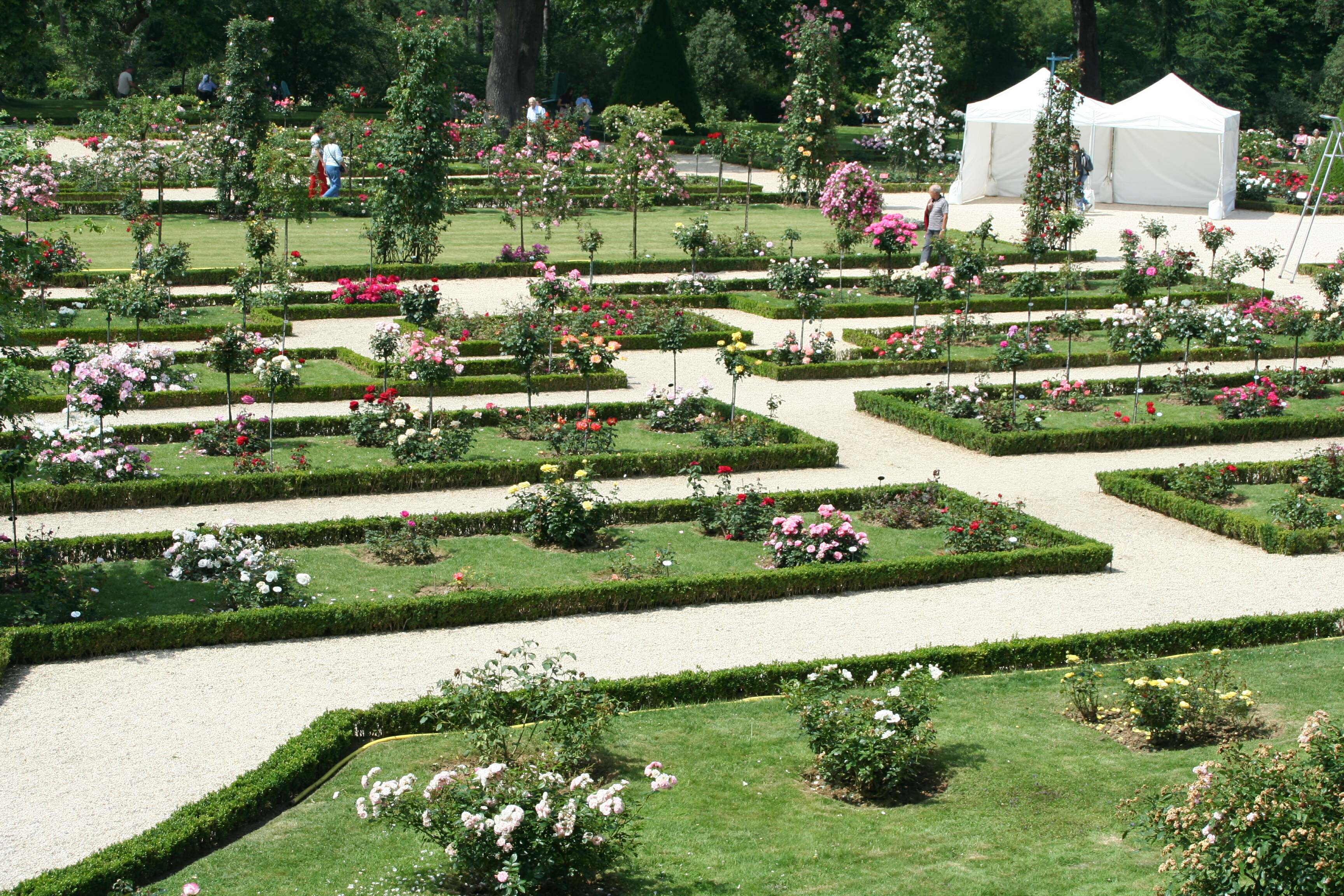
Vista del roserar de Bagatelle, obra de Forestier

| — JCN Forestal, citat per Jean Giraudoux en Plens poders, 1939. |                                                                             |   |

Jean Claude Nicolas Forestier és primer de tot un gran botànic. Té un coneixement profund de la flora (de les espècies i de les seves utilitzacions) que representa un dels pilars fonamentals de la seva nova concepció dels parcs urbans.
Forestier realitza la seva carrera en tant que urbanista-paisatgista. Es distingeix clarament per la seva concepció del projecte urbà del període d'entreguerres del moviment modern federat per Le Corbusier i el CIAM que posen endavant les teories funcionalistes. Ha estat sovint assimilat a un paisatgista «burgès i elitista» que defensa les idees totalitaristes i empiristes de l'època napoleònica, a conseqüència de la seva pertinença a la nissaga d'Haussmann-Alphand. Però en general, no conserva més que la voluntat d'embelliment per grans projectes en l'escala de la ciutat. El seu projecte reprèn més aviat les idees del parkway de Frederick Law Olmsted. Desitja crear un sistema de parcs, que apareix com un passeig urbà on cada espai natural ve a tenir un paper de parada per a un passejant. Aquest enfocament, afavorint la marxa, s'inspira en l'higienisme: la salut per una activitat física a l'aire lliure. És una aproximació que requereix també una operació a gran escala per a un projecte democràtic, democràcia que és tanmateix reticent a aquest tipus de projecte.
Per primera vegada, Forestier fa entrar el jardí com a element plenament d'un projecte urbà. El jardí és el lloc del descans, de la meditació. Fins i tot va afirmar que el pla ciutadà està inacabat si no es completa amb un programa de conjunt i un pla especial dels espais lliures interiors i exteriors, per al present i per al futur - per un sistema de parcs.
Forestier desenvolupa una metodologia. Primer de tot cal realitzar un inventari a gran escala dels espais lliures i de les potencialitats. Després estudia l'arxiu per comprendre les intencions inicials dels dissenyadors, les divergències i les seves raons. Després Forestier calcula les necessitats en funció del nombre d'habitants: Hi ha no només a calcular quina ha de ser la superfície mitjana d'espais lliures a preveure per a una població determinada, cal també preocupar-se per la seva més eficaç distribució i pel repartiment uniforme. Finalment confronta els elements històrics, les restriccions i potencials actuals i les necessitats futures per a establir el seu projecte.
Organitza els espais lliures segons una classificació implicant 7 elements que són jerarquitzats així:
- les grans reserves i els paisatges,
- els parcs suburbans,
- els grans parcs urbans,
- els petits parcs, els jardins de barri,
- els terrenys de recreació,
- els jardins de nen,
- les avingudes-passeigs.

Forestier és un visionari. Sensibilitza el projecte urbà amb les qüestions de medi ambient i respecte a l'indret (topografia, xarxa hidrològica...). Desenvolupa un esquema global en l'escala de la ciutat i proposa fins i tot un projecte supramunicipal. A més treu profit dels progressos de la botànica per incorporar noves varietats als parcs. S'inspira en els altres arts (en particulars de Monet) per integrar l'evolució de la noció de paisatge.
Forestier és un modern mesurat que revisita la tradició sàvia i arcaica. per tal d'articular memòria i modernitat

## Posada en escena de les seves teories
Al començament del segle XX París va amb retard en l'aplicació de les ràtios d'espais públics pensats per Forestier. El 1903, té més de 1350 habitants per hectàrea de parcs, figurant a la setzena posició de la classificació de les grans ciutats del món. Ara bé París és massa densa perquè Forestier hi realitzi el seu projecte : per a alguns americans París és una ciutat acabada.
És a l'estranger on Forestier troba les ocasions per desenvolupar les seves teories.
El 1913, Forestier és cridat pel general Lyautey, governador del Marroc, qui s'interessa particularment per l'urbanisme i per la disposició prospectiva de les grans ciutats marroquines. Està interessat per les idees de Forestier a «Grans ciutats i sistema de parcs» publicat cinc anys abans.
Forestier té l'ocasió de planificar un verdader programa urbà disposant d'un pla especial dels espais lliures sobre el conjunt d'una ciutat. Funda el seu projecte en la creació de reserves predials, la protecció del conjunt existent, el paisatge i el jardí. Desenvolupa en paral·lel un conjunt d'instruments legislatius. La creació d'aquestes eines de control, inexistents al Marroc i indispensables perquè els ciutadans respectin el pla d'ordenació, és possible gràcies a una política autoritària imposada per Louis Hubert Gonzalve Lyautey i posada en pràctica per Henri Prost.
Al Marroc, Forestier només va realitzar uns pocs projectes. Però va establir essencialment els fonaments d'una nova pràctica de l'urbanisme en un context particular, després posada en marxa pels seus successors.
Deu anys més tard, té de nou l'ocasió d'establir un pla de conjunt a Buenos Aires, Argentina on és convidat per l'alcalde Carlos Noël. Aquesta vegada, treballa en una tradició de Buenos Aires per un segle d'experiència francesa. Crea també un sistema de parcs del qual l'element principal és l’Avenida Costanera al llarg de la costa.

## Actuacions a Barcelona

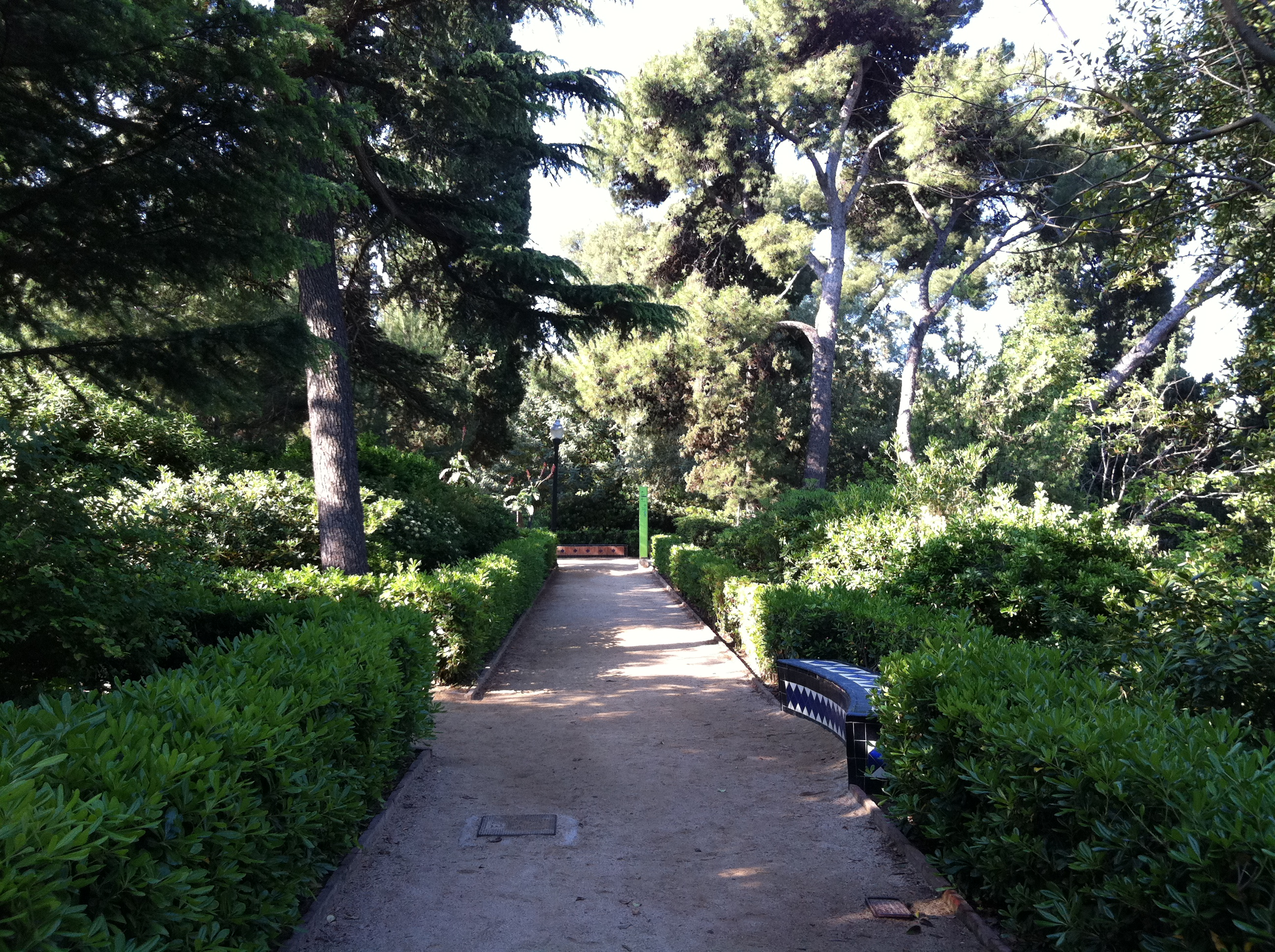
Jardins de Laribal, a la muntanya de Montjuïc

A Forestier i la seva influència la jardineria barcelonina li deu el disseny d'alguns dels millors jardins de la ciutat, incloent bona part de la muntanya de Montjuïc, i la introducció del concepte de jardins mediterranis a la ciutat de Barcelona. Directament i a través del seu deixeble Nicolau Rubió i Tudurí, varen desenvolupar una notable escola de paisatgisme i jardineria a Catalunya. Rubió i Tudurí l'any 1917 es va convertir en director dels Parcs Públics i Arbrat de Barcelona, i s'encarregà de dirigir i donar continuïtat a l'obra de Forestier. L'experiència adquirida per Forestier a Buenos Aires li va permetre introduir a Barcelona nombroses espècies exòtiques sud-americanes, incloent la tipuana (Tipuana tipu), la bellaombra (Phytolacca dioica) i la xicranda (Jacaranda mimosifolia).

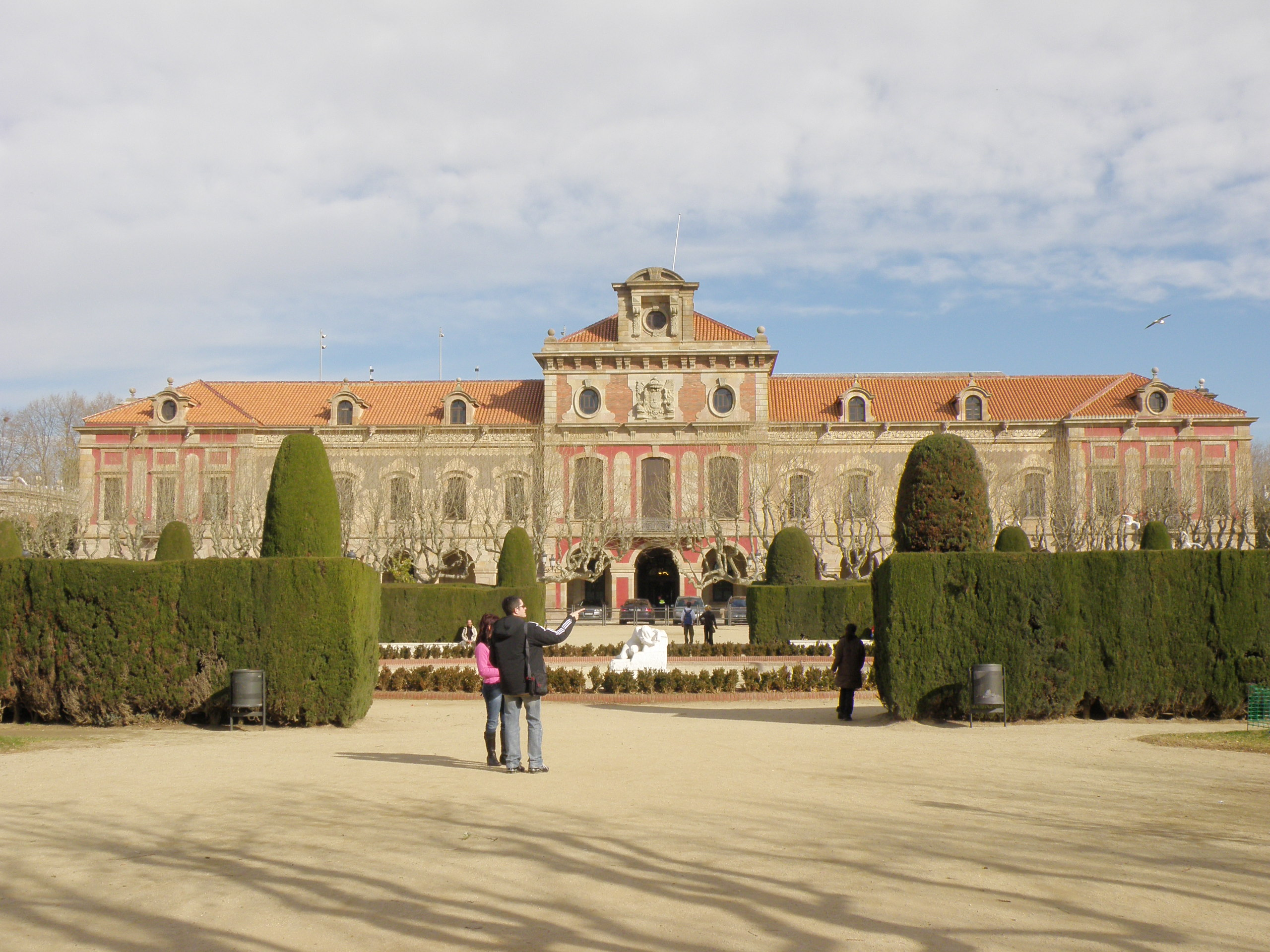
Jardí al Parc de la Ciutadella, projectat per Forestier el 1916

Amb motiu de l'Exposició d'Indústries Elèctriques del 1917, que finalment acabà sent l'Exposició Internacional de 1929, Forestier fou contractat per l'Ajuntament de Barcelona i per Francesc Cambó, un dels comissaris de la projectada exposició, per enjardinar i arranjar part de la muntanya de Montjuïc. Forestier arribà a Barcelona el 1915 i les obres es van iniciar entre 1915 i 1916 amb el projecte del parc de Laribal, d'inspiració àrab. Els Jardins de Laribal, enllestits el 1922 i inclosos dins del recinte de l'Exposició, van obtenir una gran anomenada. Forestier i Rubió van imposar un nou estil, d'arrel mediterrània, tot aprofitant la vegetació preexistent —des de plantes autòctones fins als arbres fruiters del passat agrícola de la muntanya—, però integrant-la en un concepte de jardineria renovador i original. Forestier va aprofitar el pendent de 32 metres per dissenyar terrasses, escales i salts d’aigua que portaven a camins i placetes amb bancs on poder descansar.
Forestier també va projectar els jardins d'Amargós, que porten el nom de Josep Amargós i Samaranch, autor del primer projecte d'urbanització de la muntanya de Montjuïc. Aquests jardins es configuren en diverses terrasses prenent com a model els antics jardins de Babilònia. Actualment es coneixen com a jardins del Teatre Grec en referència al teatre projectat el 1920 per Ramon Reventós. Aquests jardins acollien un important roserar i es van idear per connectar els Jardins de Laribal amb els palaus de l'Exposició Internacional de la part baixa de la muntanya, al passeig de Santa Madrona, salvant un desnivell de més de 15 metres. La gran escalinata imperial de pedra s'ocupà de superar les diferències de cota entre les terrasses.
El jardí de l'Umbracle, dins el recinte de l'exposició, i els Jardins de Miramar es deuen també a Forestier. Forestier concebé l'escalinata, situada al final del passeig de les Bateries i encara inacabada, com a accés a la projectada secció marítima de l'exposició. Donat que el terreny era molt abrupte, organitzà la urbanització de la zona de Miramar en terrasses connectades mitjançant escales, formant una escalinata majestuosa i imponent. Les obres, però, es van aturar quan es va desestimar la secció marítima de l'exposició.
El 1916 Forestier projectà el jardí situat al Parc de la Ciutadella, que urbanitzà l'antiga plaça d'Armes de la Ciutadella davant l'actual edifici del Parlament de Catalunya. A l'estany ovalat s'hi ubicà l'escultura Desconsol, de Josep Llimona.

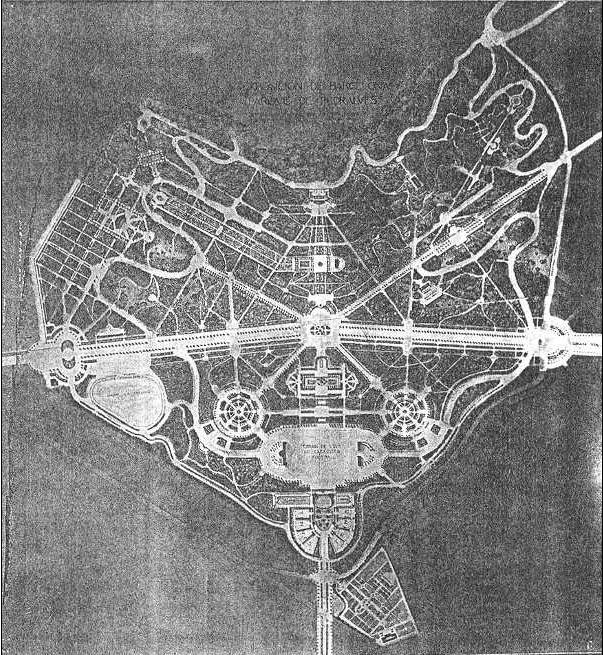
Parc de Pedralbes, projecte de Forestier

Forestier va fer els estudis dels Parc de Pedralbes, una idea summament ambiciosa, ja que si s'hagués fet realitat hauria dotat a Barcelona d'un parc immens en una zona privilegiada de Pedralbes, on hi haurien concorregut la carretera de Madrid, l'Avinguda Diagonal i la carretera d'Esplugues. A més, s'hi havia previst una avinguda que unís el parc de Pedralbes amb la desembocadura del riu Llobregat. De la idea de Forestier posteriorment només es realitzà el jardí del Palau Reial de Pedralbes i, molt més tard, el parc de Cervantes.
El 1918 projectà la part històrica del Parc del Guinardó, en col·laboració amb Rubió i Tudurí.
Forestier va projectar també l'enjardinament de l'avinguda d'Amèrica de l'exposició (actualment Avinguda de la Reina Maria Cristina) amb fileres de plàtans de capçada retallada en forma de cubs. Aquesta va ser la seva darrera intervenció a la ciutat de Barcelona, ja que fou acomiadat el 1923 pel primer Ajuntament del règim de la dictadura de Primo de Rivera.

## Principals realitzacions

Mapa del parc de María Luisa, a Sevilla, obra de Forestier

- 1890: primera pista ciclista en el bosc de Vincennes.
- 1898: creació de l'avinguda de Breteuil a París.
- 1904: arranjament del Camp de Mart i campanya per al rescat del parc de Bagatelle, creant el roserar de Bagatelle.
- 1913: informe sobre el desenvolupament urbà de les grans ciutats marroquines, que recomanava conservar les medines i la creació d'eixamples moderns[9]
- 1913: avantprojecte per a disposicions urbanes a Marràqueix al Marroc.
- 1914: inauguració del parc Maria Luisa a Sevilla a Espanya.
- 1915: realització de diversos jardins a Espanya : Barcelona, Moratella...
- 1916: Jardí de la Fundació Julio Muñoz Ramonet.
- 1923: projecte de sistema de parcs per a París.
- 1924: memòria sobre l'avinguda costanera de Buenos Aires a l'Argentina.
- 1929: Avinguda Costanera a Buenos Aires.
- 1929: extensió del parc Maria Luisa a Sevilla.